# Pingstkyrkan i Finland
Pingstkyrkan i Finland (finska: Suomen Helluntaikirkko), som bildades 2002, är en registrerat trossamfund som består av 84 av Finlands pingstförsamlingar vilka omfattar 12 293 medlemmar. Sedan 2022 är Kauko Uusila från Uleåborg föreståndare. Pingstkyrkan i Finland är medlem av Pentecostal European Fellowship (Europeiska pingstgemenskapen) och Pentecostal World Fellowship (Internationella pingstgemenskapen).

## Föreståndare
- 2002–2005: Valtter Luoto
- 2005–2009: Klaus Korhonen
- 2010: Vesa Pylvänäinen
- 2011–2015: Pekka Havupalo
- 2016: Usko Katto
- 2017–2020: Mika Yrjölä
- 2021: Helena Korhonen
- 2022–(fortf) Kauko Uusila